# ژاک فرانتس
ژاک فرانتس (فرانسوی: Jacques Frantz‎؛ زادهٔ ۴ آوریل ۱۹۴۷) بازیگر اهل فرانسه است. 
از فیلم‌ها یا برنامه‌های تلویزیونی که وی در آن نقش داشته است، می‌توان به ناپلئون، جی. آی. جو: ظهور کبرا، ارتور و انتقام مالتازارد، دوقلو، فانفان لا تولیپ، تحقیق مجدد و هر کس سینمای خودش اشاره کرد.